# Kolotschin-Kultur

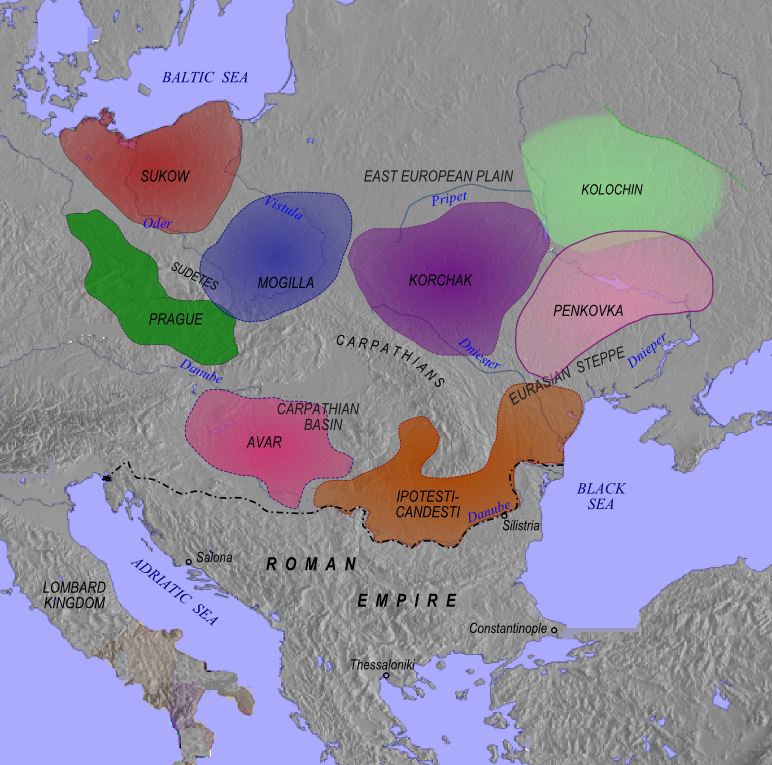
Slawische Kulturen im 7. Jahrhundert. Kolotschin-Kultur (hellgrün)

Die Kolotschin-Kultur (russisch Колочинская культура) war eine slawische archäologische Kultur vom 5. bis 7. Jahrhundert im heutigen Russland, Belarus und der Ukraine.

## Verbreitungsgebiet
Die Kolotschin-Kultur lag an Desna, Sejm und anderen Flüssen in den heutigen russischen Oblast Kursk und Brjansk, der belarussischen Woblasz Homel und der ukrainischen Oblast Tschernihiw.
Sie ist benannt nach einer Siedlung bei Kolotschin in der Woblasz Homel.
Die Kolotschin-Kultur grenzte im Westen an die verwandte slawische Kortschak-Kultur, im Nordwesten an die baltische Tuschemlja-Kultur, im Norden an die baltische Moschtschiny-Kultur und im Südwesten an die verwandte slawische Penkowo-Kultur.
Träger der Kultur waren nicht bekannte frühe slawische Stämme. Sie war die östlichste slawische Kultur ihrer Zeit.
Heute sind ca. 150 Fundstellen (Siedlungen und Gräberfelder) bekannt.

## Entstehung

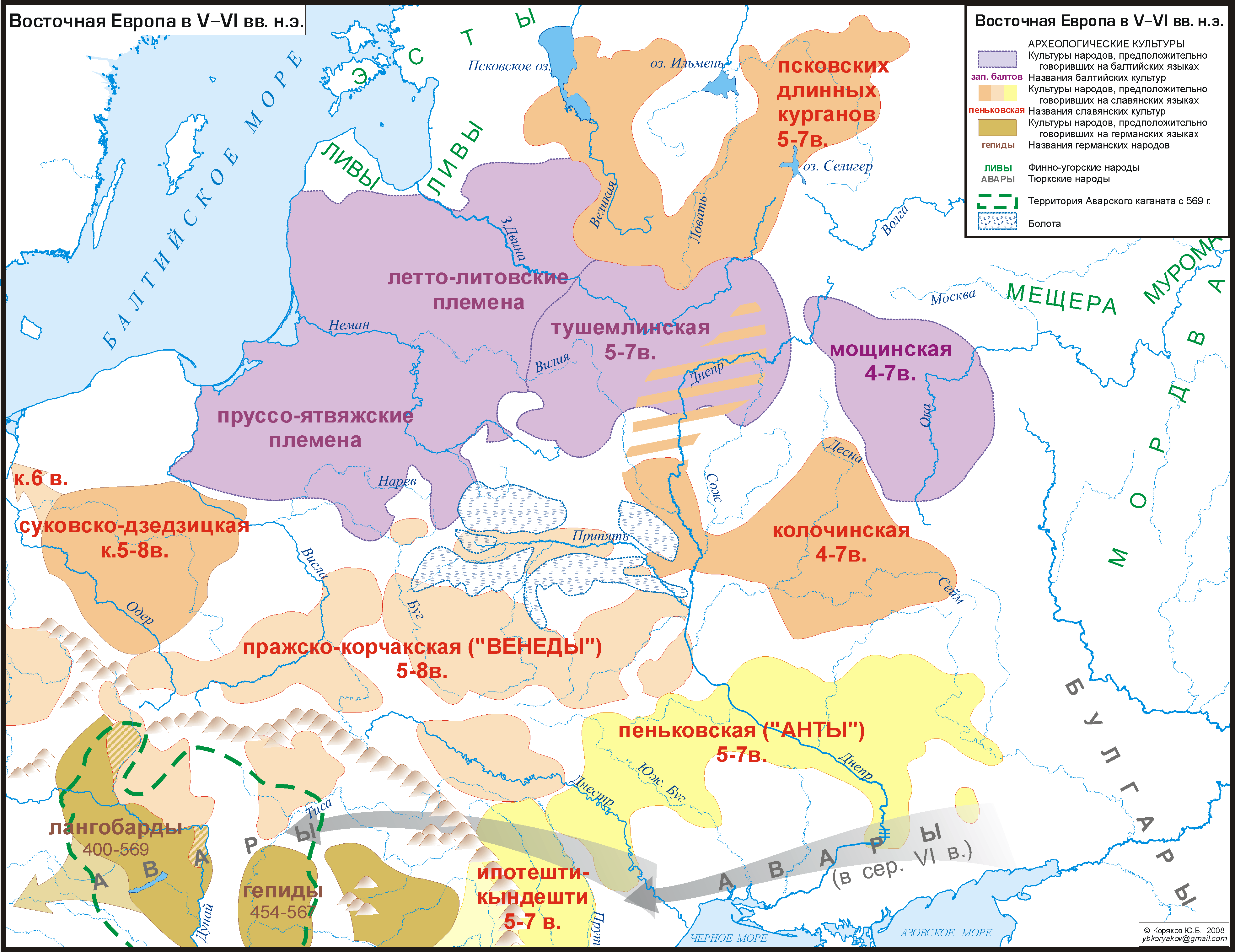
Kolotschin-Kultur (ocker, Mitte rechts)

Die Kolotschin-Kultur entstand im 5. Jahrhundert aus der Kiewer Kultur und dehnte sich nach Norden in bis dahin baltisches Gebiet der Tuschemlja-Kultur aus.

## Alltagskultur
Lebensgrundlagen waren Ackerbau und Viehzucht, aber auch Jagd und Fischfang. Eisen wurde verarbeitet (Messer, Sicheln). Es gab auch Objekte aus Bronze oder Silber (Halsreifen, Fibeln, Armbänder).
Die Siedlungen lagen an Flüssen und Seen, zum Teil auf Terrassen oder Spornen, und waren unbefestigt.
Die Häuser waren in die Erde eingetieft, quadratisch und klein.
Die Keramik war unverziert und handgeformt.
Bestattungen fanden in Urnen mit Leichenbrand in Gräberfeldern statt. Beigaben waren Keramik und Schmuck.

## Veränderungen
Im 7. Jahrhundert entwickelte sich die Wolyn-Kultur, wahrscheinlich zum slawischen Stamm der Sewerjanen gehörend.